# (8583) Froberger
(8583) Froberger  es un asteroide perteneciente al cinturón de asteroides, descubierto el 8 de enero de 1997 por Paul G. Comba desde el Observatorio de Prescott, en Estados Unidos.

## Designación y nombre
Froberger se designó inicialmente como 1997 AK6.
Más adelante fue nombrado en honor al compositor y organista alemán Johann Jakob Froberger (1616-1667).

## Características orbitales
Froberger orbita a una distancia media del Sol de 3,1915 ua, pudiendo acercarse hasta 2,7456 ua y alejarse hasta 3,6375 ua. Tiene una excentricidad de 0,1397 y una inclinación orbital de 1,5403° grados. Emplea en completar una órbita alrededor del Sol 2082 días.

## Características físicas
Su magnitud absoluta es 14,6.